# نيكياس
هذه المقالة تتحدث عن السياسي الأثيني، أما عن الرسام أنظر نيكياس (رسام)
نيكياس هو جندي وسياسي من أثينا. ورث ثروة هائلة من والده نيكيراتوس جنى أغلبها في مناجم الفضة في لاوريوم، وهناك دلائل على ثروته من حقيقة أنه امتلك ما لا يقل ألف عبد يخدمونه. انضم للحزب الارستقراطي وكان زميلا لبريكليس، وعند موت الأخير أصبح نيكياس قائدا للحزب الارستقراطي ضد حزب كليون المتقدم واستخدم ثروته لشراء الأعداء (بالذات المخبرين) واكتسب شعبية عن عن طريق الخدمات العامة بالذات المتعلقة بالدين حيث كان مساندا قويا له.
أظهر حذرا شديدا في ميدان المعركة وحقق عدة انتصارات صغيرة قبل الحملة الصقلية، وفي عام 421 قبل الميلاد كان له دور بارز في سلام نيكياس والذي أنهى أول عقد من الحرب البيلوبونيسية، ودخل في منافسة سايسية مع ألكيبيادس وأحرز عدة نجاحات. تفاصيل هذا النزاع غير معروفة تماما لكنها كانت قاسية بحيث أن تحتم في في النهاية نفي أحدهما ولكن تحالفا مؤقتا وتمكنا من إبعاد زعيم الغوغاء هيبربولوس في عام 417 قبل الميلاد.
في عام 415 ق م، تم تعيينه مع ألكيبيادس ولاماخوس ليقودوا الحملة الصقلية، ثم أصبح القائد الوحيد بعد هروب ألكيبيادس وموت لاماخوس، وأرسل ديموسثينيس العون لمساعدته. منيت الحملة بفشل ذريع، ولكن لا يُعرف إن كان السبب حذره الشديد أم إيمانه الأعمى بالخرافات، لكن من الواضح أن هذه المغامرة كانت أكبر من جهده.
تكلم عنه ثوكيديدس في كتابه عن الحرب البيلوبونيسية وتكلم عنه بلوتارخ وكذلك ديودورس. تظهر شعبيته مع الحزب الأرستقراطي في أثينا بشكل لافت في رثاء ثوسيديدس على وفاته: «من بين جميع اليونانيين في زمني، فبالتأكيد كان أقل من يستحق هذا الحظ السيئ، اعتبارا لتفانبه في أداه لواجباته نحو للآلهة».